# Valmir Carneiro Barbosa
Valmir Carneiro Barbosa (27 de fevereiro de 1958) é um pesquisador brasileiro, titular da Academia Brasileira de Ciências na área de Ciências da Engenharia desde 2017. É professor titular da COPPE, da Universidade Federal do Rio de Janeiro. Por seu trabalho em tal instituição, ganhou Prêmio Coppe Giulio Massarani – Mérito Acadêmico em 2008.
Foi condecorado com a comenda da Ordem Nacional do Mérito Científico.